# بوروغارد (آن)
بوروغارد (بالفرنسية: Beauregard)‏ هي بلدية فرنسية تقع في إقليم الآن في فرنسا. رمز إنسي لها هو:1030. أما الرمز البريدي لها فهو: 1480.